# Mongiana
Mongiana este o comună în regiunea Calabria, în provincia Vibo Valentia, Italia.

Localizarea în provincia Vibo Valentia

## Demografie
Mongiana - evoluția demografică

|  | Graficele sunt indisponibile din cauza unor probleme tehnice. Mai multe informații se găsesc la Phabricator și la wiki-ul MediaWiki. |

Date: Recensăminte sau birourile de statistică - grafică realizată de Wikipedia

1. ↑  Superficie di Comuni Province e Regioni italiane al 9 ottobre 2011 (în italiană), Istituto Nazionale di Statistica, accesat în 16 martie 2019
2. ↑   https://it-ch.topographic-map.com/map-fqsb4s/Mongiana/?zoom=19&center=38.51382%2C16.3198&popup=38.514%2C16.31978 Lipsește sau este vid: |title= (ajutor)